# Darkly Noon, le jour du châtiment
Pour plus de détails, voir Fiche technique et Distribution.
Darkly Noon, le jour du châtiment (The Passion of Darkly Noon) est un film britannique réalisé par Philip Ridley, sorti en 1995.

## Synopsis
La famille de Darkly Noon est membre d'une église ultraconservatrice. Un jour, ses parents meurent et il part, désorienté, dans la forêt où il fait des rencontres étranges.

## Fiche technique
- Titre : Darkly Noon, le jour du châtiment
- Titre original : The Passion of Darkly Noon
- Réalisation : Philip Ridley
- Scénario : Philip Ridley
- Musique : Nick Bicât
- Photographie : John de Borman
- Montage : Les Healey
- Production : Dominic Anciano, Frank Henschke et Alain Keytsman
- Société de production : Alain Keytsman Production, Fugitive Darkly Noon, Fugitive Features et hauskunst Filmproduktions
- Société de distribution : E.D. Distribution (France)
- Pays :  Royaume-Uni,  Allemagne et  Belgique
- Genre : Drame, thriller
- Durée : 100 minutes
- Dates de sortie : 
  -  Royaume-Uni : 19 mai 1995
  -  France : 25 septembre 1996

## Distribution
- Brendan Fraser (VF : Emmanuel Curtil) : Darkly Noon
- Ashley Judd (VF : Odile Schmitt) : Callie
- Viggo Mortensen : Clay
- Loren Dean (VF : Damien Boisseau) : Jude
- Grace Zabriskie (VF : Paule Emmanuele) : Roxy
- Lou Myers (VF : Georges Berthomieu) : Quincy
- Kate Harper (VF : Monique Thierry) : Ma
- Mel Cobb  : Pa
- Josse De Pauw : Monsieur Loyal

## Distinctions
Le film a remporté le prix du meilleur réalisateur au festival Fantasporto et le prix de la meilleure musique au festival international du film de Catalogne.